# M 1-30
M 1-30 ist ein planetarischer Nebel im Sternbild Skorpion, der 1946 von Rudolph Minkowski entdeckt wurde.